# 胡安·格拉西亚
胡安·格拉西亚·萨苏埃塔（西班牙語：Juan Gracia Zazueta，1901年4月18日—1981年10月13日），墨西哥男子马球运动员。他曾代表墨西哥参加1936年夏季奥林匹克运动会马球比赛，获得一枚铜牌。